# César-Guillaume de la Luzerne
César-Guillaume de la Luzerne (ur. 17 lipca 1738 w Paryżu, zm. 21 czerwca 1821 tamże) – francuski kardynał.

## Życiorys
Urodził się 17 lipca 1738 roku w Paryżu. 27 marca 1762 roku przyjął święcenia kapłańskie. 10 września 1770 roku został biskupem Langres, a dwadzieścia dni później przyjął sakrę. Został członkiem Stanów Generalnych, a po odrzuceniu Konstytucji cywilnej kleru udał się na wygnanie. Po podpisaniu konkordatu w 1801 roku odmówił zrzeczenia się diecezji, jednak została ona rozwiązana jeszcze w tym samym roku. 28 lipca 1817 roku został kreowany kardynałem prezbiterem, jednak nie otrzymał kościoła tytularnego. Jednocześnie diecezja Langres została przywrócona, a kardynał ponownie został jej biskupem. Zmarł 21 czerwca 1821 roku w Paryżu.